# Črni Vrh Observatorium
Das Črni Vrh Observatorium, slowenisch Observatorij Črni Vrh, ist eine Sternwarte südlich der Stadt Idrija in der Region Goriška im Westen Sloweniens. Ihre geografische Lage beträgt 14° 4' 25" östliche Länge und 45° 56' 48" nördliche Breite, 726 m. i. J. Sie ist unter dem IAU-Code 106 registriert.
Das aktuelle Observatorium wurde 1985 aufgebaut, wobei ein Großteil der Arbeiten von Freiwilligen übernommen wurde. Seinen Ursprung nahm das Observatorium im Jahre 1975, als eine Gruppe von Enthusiasten eine kleine Sternwarte mit selbstgebauten Instrumenten in Betrieb nahm. Damals wurden dort auch erste Bilder des Kometen C/1975 V1-A (West) aufgenommen. Seitdem wurden in Črni Vrh mehrere Kometen und 294 Asteroiden entdeckt.